# Bricklehampton
Bricklehampton est une localité anglaise située dans le comté du Worcestershire.